# Hydrellia congensis
Hydrellia congensis är en tvåvingeart som beskrevs av Giordani Soika 1956. Hydrellia congensis ingår i släktet Hydrellia och familjen vattenflugor.
Artens utbredningsområde är Rwanda. Inga underarter finns listade i Catalogue of Life.